# グリースガン (工具)

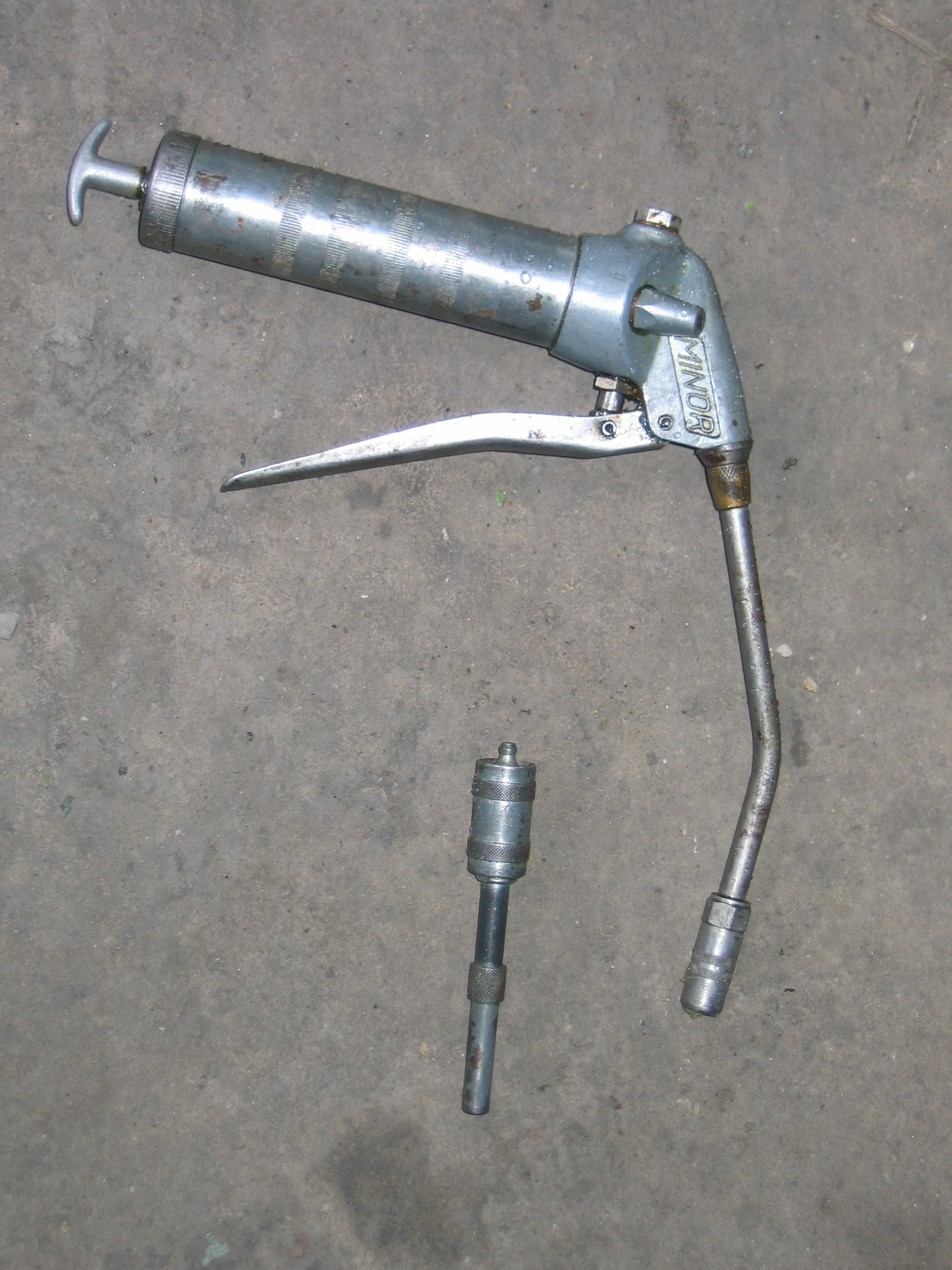
レバー式グリースガン

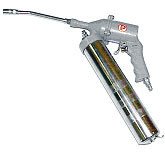
グリースガン（エアー式）

グリースガン（英：grease gun）は、各種の機械に潤滑のためのグリースを注入（注油）するときに用いる工具。グリースガンの注油口金を、機械側に設けられたグリースニップルに圧着もしくは噛み合わせて使う。日本産業規格 (JIS) においては、JIS B 9808「グリースガン」 (Grease guns) として規格化されている。

## 歴史
機械部品への適度な注油は、機械の寿命を維持するために必要である。1900年代初期に開発されたグリースガンとグリースニップルは、現在では機械に油をさす簡単な方法として広く使用されている。
Arthur Gulborgは、シカゴの小型ダイカスト設備の共同所有者の息子で、ダイカスト機の油カップに1日に数回油を補充する仕事をしていた彼は、1916年にグリースガン（ネジタイプ）とグリースニップルを発明した。彼のグリースガンは、金属ホース端が特殊な接続部を持つネジタイプのグリースガンで、アーサーと彼の父は、このグリースガンを“The Alemite High-Pressure Lubricating System”と名付けた。
1918年にアーサーはこの発明をアメリカ陸軍に持ち込み、トラックでテストした結果、その年の7月10日に標準的な機材として採用された。
1922年までに、多くの産業に応用するため、特に丈夫な油をさしているシステムに使えるように、アレマイト社 (Alemite) は「ボタンヘッド」システムを導入した。
「ジュニアボタンヘッド」システムはオートバイに油をさすために用いられた。そして、ボタンヘッドの「ジャイアント」バージョンが大型の建設機械を含む広範囲にわたる産業で使われた。
自動車産業への納入はアレマイトの規模を拡大するための最も大きな可能性であった。アーサーが特許を登録してから5年も経たたないうちに、乗用車の車載工具にはアレマイト製手動グリースガンとホースアッセンブリーが備わった。
グリースガンは一般市民に普及し、大部分の自動車の注油は自動車のオーナーによって行われるようになった。1924年にはオハイオ州クリーブランドのAllyne-Zerk社が、Alemite社に買収される。そして、Zerkの注油器具と手動グリースガンの種類はAlemite社のラインナップに加えられた。
Oscar Zerk の名を取って名付けられたZerkデザインは、Alemite社のピンタイプより先端部の部品が非常に小さく、ホースカプラーとグリースガンをロックしない方式である。その代わりに、作業者がフィッティングにガンのカプラーを押し付け、シール性はその押力によって維持された。これは、プッシュタイプシステムとして知られるようになった。
1930年にAlemite社は新しい油圧継手を導入する。現在の油圧継手は、オリジナル版と非常に類似しており、世界で最も人気があるグリースアプリケーションシステムのままである。

## 分類
JISでは、グリースを押し出す方式により、プッシュ式（記号P）とレバー式（記号L）がある。後者にはグリースを充填ないし装填する方式により、手詰形とチューブ形（もしくはカートリッジ形）がある。また、注油口金の種類として、グリースニップルに圧着させる構造のストレート式、かみ込む構造のチャック式・ホース式がある。呼び容量は、グリースの容量をmlであらわしている。Pは、50,100,150にLは100,150,200,300とJISでは定められている。
操作には手動によるもののほか、圧縮空気を用いるものや電動式も製品化されている。

## 性能
JISでは、グリースの排出量としてグリースニップル内部に0.5 MPaの圧力がかかった状態で、プッシュ式は0.3 cm3(ml)以上（グリースニップル内部圧力3 MPaのときでも注油量は圧力0.5 MPaのときの80 %以上）、レバー式は0.6 cm3(ml)以上（グリースニップル内部圧力6 MPaのときでも注油量は圧力0.5 MPaのときの80 %以上）有することを求めている。また、排出口を塞いで操作した際にかかる圧力として、プッシュ式では6 MPaを超えること、レバー式（チャック式注油口金を使用）では20 MPaを超えることを求めている。
これは、グリースガンのプランジャーとグリースニップルに取り付けられている逆止弁（ばねが鋼球を押しつける仕組み）のばねに打ち勝つ状態により、グリースの排出量に大きな変化の無いようにするため、定められている。

## 使用方法

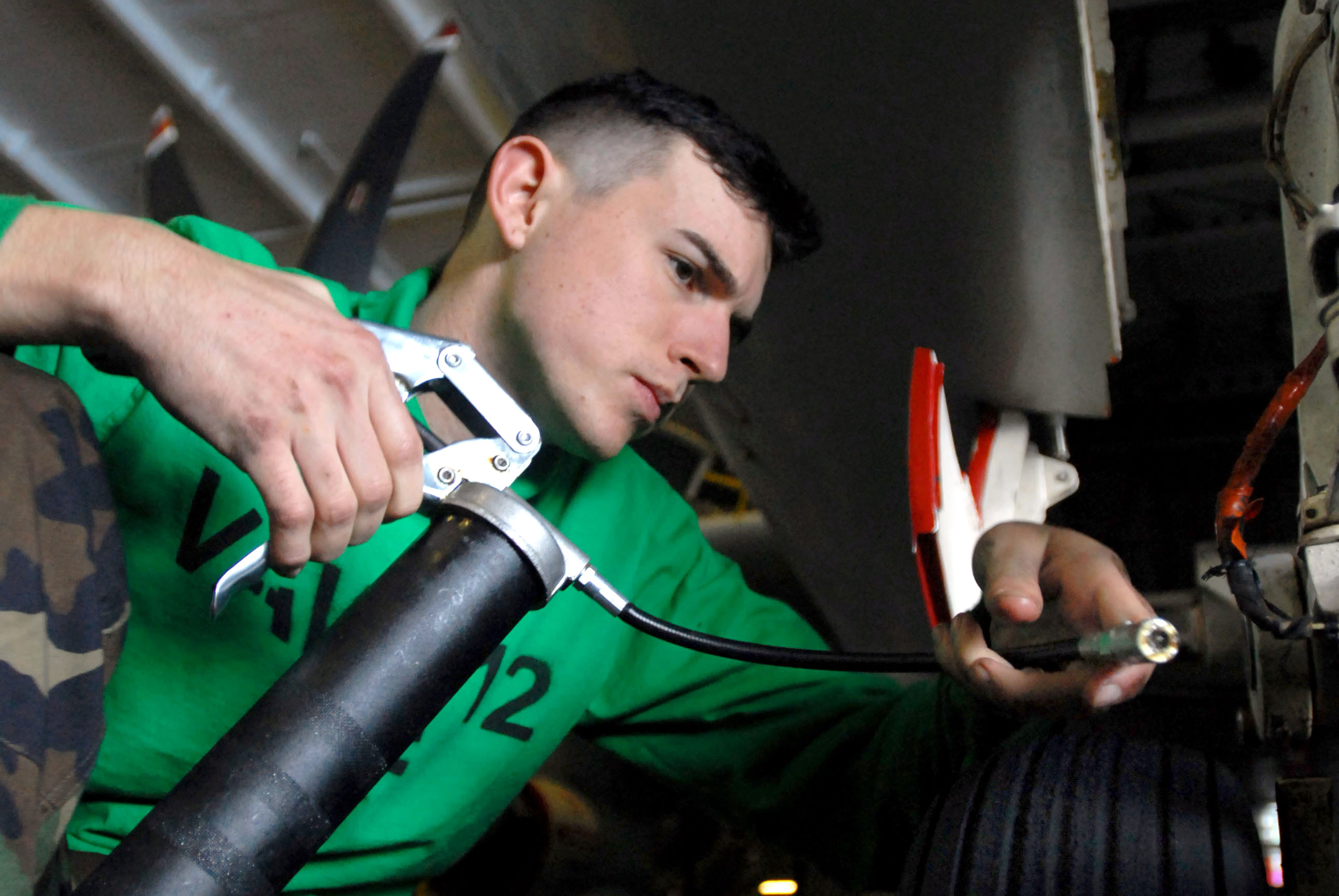
アメリカ海軍の整備兵が、グリースガンを用いてE-2C型機の降着装置に注油する様子

グリースガンにグリースを詰めるには、油筒と本体を離して油筒の先をグリースの中に突っ込んでハンドルを引くと、グリースは油筒内に吸い込まれる。蛇腹形状の軟質樹脂チューブにグリースが入っているカートリッジ式の場合には、キャップを外してカートリッジを本体内に入れる。
ストレート式のグリースガンの場合には、ノズルをグリースニップルにまっすぐに装着した後、ハンドルを押すことによってグリースがニップルに注入される。正しく装着されていない場合、グリースが漏れてしまうことがあるので注意を要する。
なお、チャック式の注油口金はグリースニップルの頭部をくわえこむ方式になっているため、この装着ミスが無い。

## 主なメーカー
- アレマイト（ALEMITE, アメリカ）
- プレッソル（PRESSOL, ドイツ）
- 京都機械工具（KTC, 日本）
- ヤマダコーポレーション（YAMADA, 日本）